# Pfälzerhütte
Pfälzerhütte – górskie, alpejskie schronisko turystyczne w Liechtensteinie, zlokalizowane na przełęczy Bettlerjoch (2108 m n.p.m.) w paśmie Rätikon (Alpy Wschodnie), północ od Naafkopf, na granicy z Austrią i w pobliżu granicy szwajcarskiej. Należy do Liechtensteiner Alpenverein (LAV).

## Historia
Po połączeniu dziewięciu sekcji niemieckiego i austriackiego Alpenverein i powstaniu Sekcji Palatynatu rozpoczęły się negocjacje z Alpgenossenschaft Gritsch, mające na celu postawienie schroniska, które zakończyły się umową darowizny terenu na przełęczy Bettlerjoch. Konkurs na projekt schroniska wygrał Ernst Sommerlad, któremu powierzono wykonawstwo i kierownictwo budowy. Otwarcie obiektu odbyło się 5 sierpnia 1928, po 113 dniach budowy (koszt wyniósł ponad 93 000 franków). Nazwę Pfälzerhütte nadano wówczas na cześć powstałej Sekcji Palatynatu Alpenverein. 
Od 1939 budynek nie był zamieszkiwany i został kilkakrotnie splądrowany i ograbiony. W 1945 wszystkie aktywa niemieckie w Szwajcarii i Liechtensteinie (obszar celny Szwajcarii) zostały skonfiskowane lub były zamknięte. W 1948, ze względu na przepisy prawa, szwajcarska izba rozliczeniowa nakazała wcześniejszą konwersję majątku, sprzedając go na saldo bankowe. 28 kwietnia 1950 podpisano umowę sprzedaży schroniska. Nowym właścicielem stał się Lichtensteiner Alpenverein, który nabył budynek od szwajcarskiej izby rozliczeniowej.  Po remoncie przeprowadzonym przez LAV ponownie otwarto go w 1950. Po pewnym czasie, 12 września 1963, zawarto porozumienie ze z Sekcją Palatynatu, w którym przewidziano prawo pierwokupu i zachowanie nazwy Pfälzerhütte. Jednak w 1980 rozwiązano Sekcję Palatynatu i do przekazania obiektu nigdy nie doszło. LAV przeprowadziło jeszcze kilka remontów schroniska.

## Działalność
Obiekt działa w sezonie wiosenno-jesiennym (najczęściej do października włącznie). Dysponuje restauracją na 50 miejsc i serwuje ciepłe posiłki. Ma 10 łóżek, 43 dostawki i salę zbiorową na 10-14 osób. W sąsiednim budynku o nazwie "Adler" znajduje się 17 miejsc awaryjnych (tzw. sala zimowa).

## Turystyka
Pfälzerhütte stanowi bazę wypadową na Naafkopf (2571 m) i Liechtensteiner Weg, przez którą można dotrzeć do Brandner Ferner, Mannheimer Hütte (2679 m) i Schesaplana (2965 m). Nad chatą, przy drodze do Naafkopf, znajduje się mały ogródek wspinaczkowy z trasami od 4 do 7 stopnia trudności (schronisko nie dysponuje wypożyczalnią sprzętu wspinaczkowego). 
Obiekt jest dużym węzłem szlaków turystycznych prowadzących zarówno na stronę Lichtensteinu, jak do Austrii oraz Szwajcarii. Część z tych szlaków jest trudna.

## Galeria

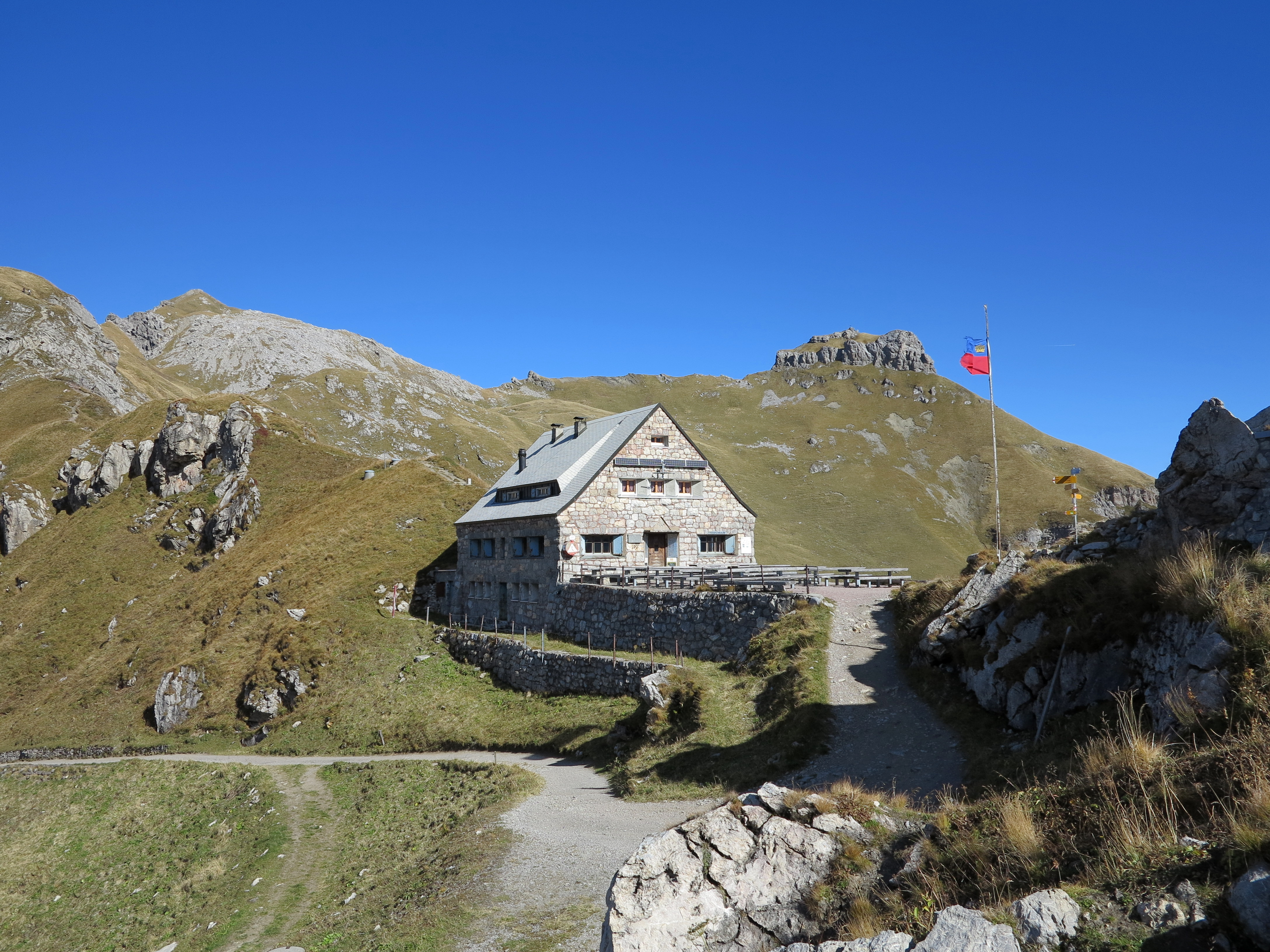
Widok wraz z otoczeniem
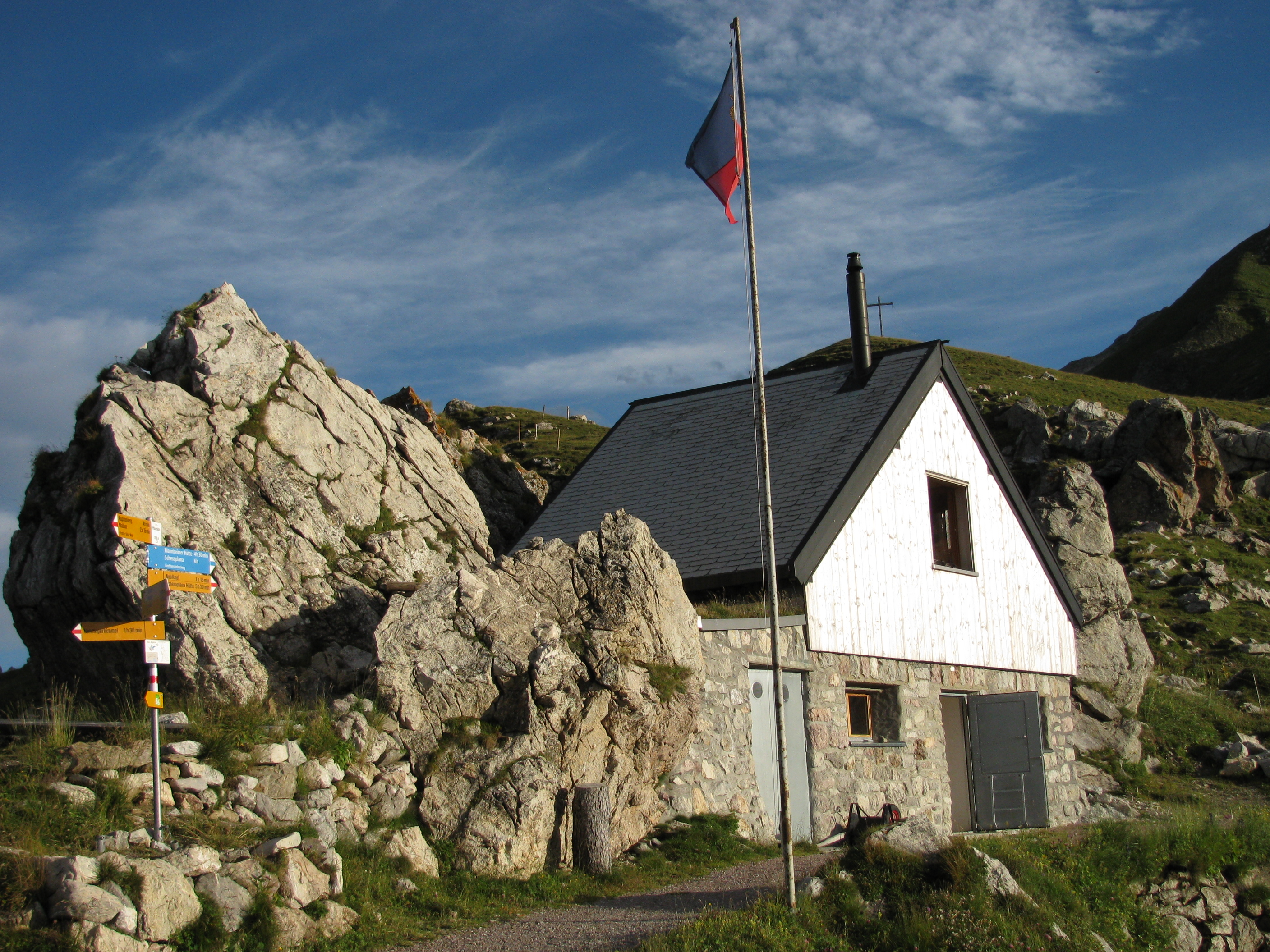
Budynek "Adler" (miejsca zimowe)
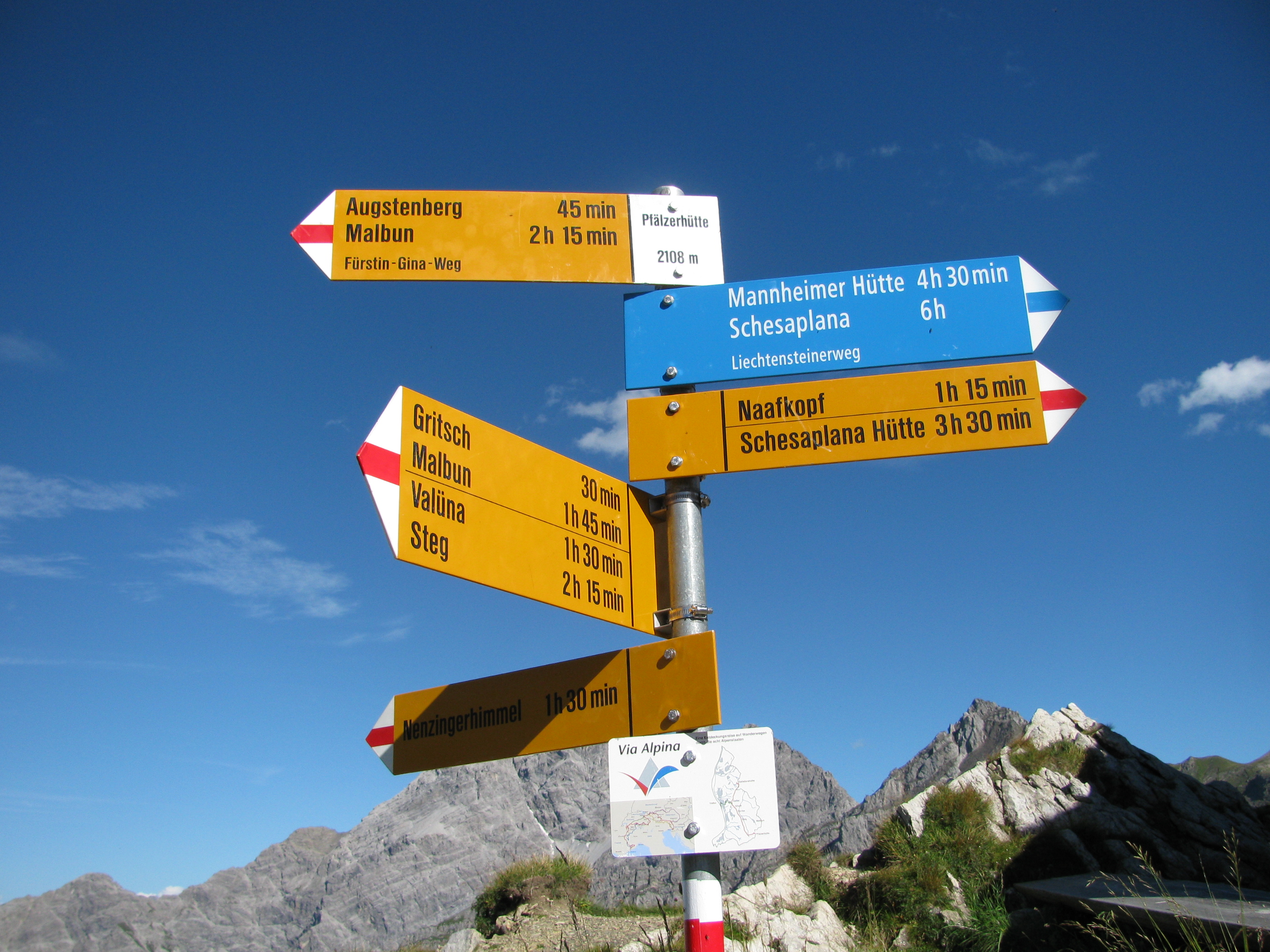
Węzeł szlaków
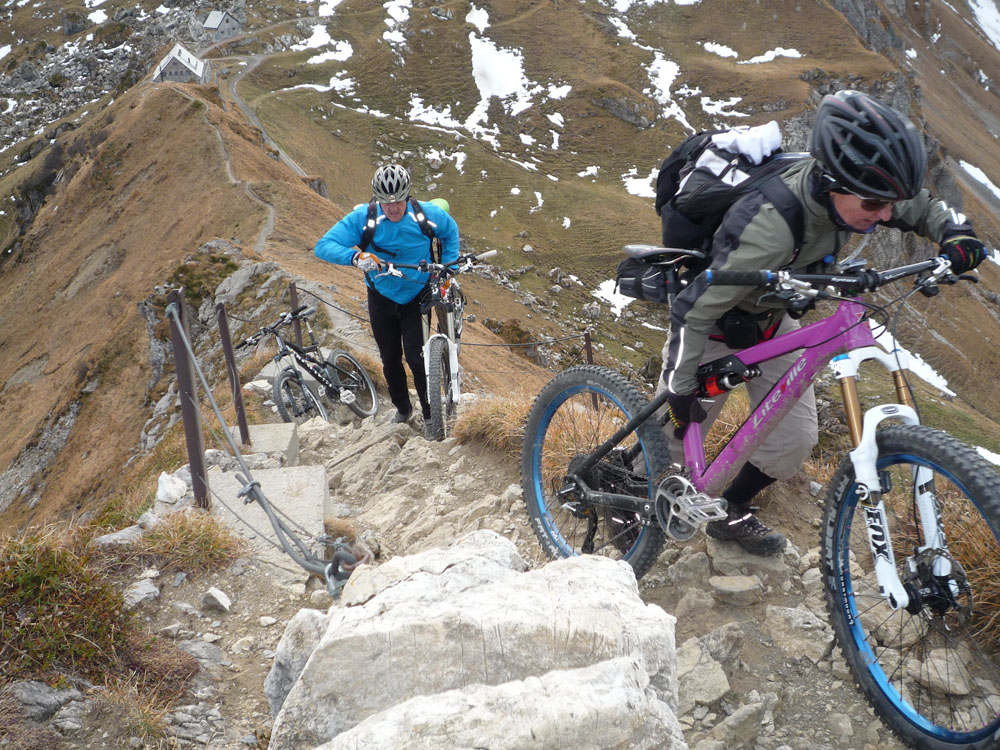
Wejście ze schroniska na Augstenberg (2359 m n.p.m.)